# Слишком много финансов
«Слишком много финансов» (англ. Too Much Finance) — экономическая гипотеза о нелинейном влиянии развития финансового сектора на экономический рост. По мере становления финансового сектора улучшение условий и расширение объемов финансирования положительно сказываются на экономическом росте. Однако вследствие избыточного роста финансового сектора, перефинансирования заемщиков и накопления рисков его влияние может стать отрицательным или, по меньшей мере, не иметь положительного эффекта.

## Происхождение гипотезы
Авторами гипотезы выступили экономисты Жан-Луи Аркан из Женевского института международных отношений и развития, Энрико Беркес из Северо-Западного университета и Уго Паницца из Женевского института международных отношений и развития. Впервые озвучена в колонке проекта VoxEU 2011 году, проработана в исследовании МВФ и окончательно сформулирована в публикации на страницах «Journal of Economic Growth» в 2015 году. В последующем перепроверялась и подтверждалась другими экономистами.

## Экономическая теория
С 1990-х годов финансовый сектор в глобальной экономике растет темпами, значительно опережающими нефинансовый сектор . Увеличение его размеров обусловлено рядом факторов, включая демографические изменения, накопления значительных сбережений в экономически развитых странах и т. д. Традиционная экономическая теория предполагает наличие положительной связи между размером (глубиной) финансового сектора и экономическим ростом (ВВП на душу населения).
Экономисты XX столетия, Йозеф Шумпетер, Эдвард Шоу и другие, констатировали положительную корреляцию между размером финансового сектора и экономическим ростом. Развитие финансовых рынков способствует росту благосостояния, создавая возможности для инвестиций в экономику, снижая проблему асимметрии информации и позволяя экономическим агентам диверсифицировать источники финансирования.
Начиная с 1990-х годов изучается направление причинно-следственной связи между двумя величинами. Под влиянием глобального финансового кризиса в 2000-х годах опубликованы исследования, свидетельствующие о нелинейной связи между размером финансового сектора и экономическим ростом.
В долгосрочном периоде и с учётом фазы делового цикла характер связи меняется. В 1980-е годы в глобальной экономике наблюдалась положительная зависимость на фоне сбалансированного роста кредитования и отсутствия «мыльных пузырей» на финансовых рынках. Нелинейности начали формироваться в 1990-е годы когда рост финансового сектора стал превышать рост производительности труда и других показателей реальной деятельности. В 2000-х годах на фоне череды финансовых кризисов в ряде стран между финансовым сектором и экономическим ростом возникла отрицательная зависимость. Перегретые финансовые рынки выступают причиной торможения роста экономики из-за накопления рисков, высокой вероятности финансовых кризисов и увеличения волатильности инвестиций в экономике.
Избыточная глубина финансового сектора характерна для большинства ведущих европейских экономик, у которых наблюдаются признаки избыточного банковского финансирования (overbanking). Для некоторых стран ОЭСР (США, Чили, Мексика) эффект объясняется особенностями финансовой структуры экономики. В частности, доминированием рынка ценных бумаг над финансовым посредничеством (банками и страховщиками).

## Обзор исследований[13]
| Авторы                         | Выборка стран                               | Период анализа | Выводы |
| Deidda and Fattouh (2002)      | 119 развитых и развивающихся экономик       | 1960—1989      | Нелинейная связь между финансированием и экономическим ростом. Финансирование выступает значимым фактором роста в странах с высоким уровнем дохода и незначимым в странах с низким уровнем дохода.                                                                 |
| Rioja and Valev (2004a)        | 74 развитых и развивающихся экономик        | 1961—1995      | Финансирование оказывает значительное положительное влияние на рост в регионах, имеющих промежуточную степень финансового развития. Оно положительно, однако эффект оказывается ниже в странах с развитым сектором и незначителен в странах с неразвитым сектором. |
| Rioja and Valev (2004b)        | 74 развитых и развивающихся экономик        | 1961—1995      | Финансирование оказывает значительное положительное влияние на рост производительности в большем числе развитых экономик. В странах с низким уровнем дохода эффект проявляется через накопления капитала.                                                          |
| Shen and Lee (2006)            | 48 развитых и развивающихся экономик        | 1976—2001      | Обнаружена нелинейная перевернутая U-образная связь между финансированием (переменные фондового рынка) и экономическим ростом; связь с развитием банковского сектора выглядит как слабая U-образная инверсия.                                                      |
| Ergungor (2008)                | 46 развитых и развивающихся экономик        | 1980—1995      | Нелинейная связь между финансированием (размер банковского сектора) и экономическим ростом. |
| Huang and Lin (2009)           | 71 экономик                                 | 1960—1995      | Нелинейная положительная связь между финансированием и экономическим ростом. Положительный эффект более проявлен в странах с низким уровнем дохода, чем в странах с высоким уровнем дохода.                                                                        |
| Cecchetti and Kharroubi (2012) | 50 развитых и развивающихся экономик        | 1980—2009      | Финансовый сектор оказывает перевернутый U-образный эффект на рост производительности. |
| Arcand et al. (2012)           | свыше 100 развитых и развивающихся экономик | 1960—2010      | Финансирование начинает оказывать отрицательный эффект на выпуск продукции, когда отношение кредита к частному сектору превышает 100 % ВВП. |

## Пороговое значение
Эмпирические исследования посвящены количественной оценке порогового значения, после которого размер финансового сектора может оказывать негативное влияние на экономический рост. Некоторая часть экономистов склоняется к оценке в 90-100 % объема банковского кредита к ВВП. Альтернативные оценки свидетельствуют о том, что пороговое значение равно 4 % занятых в финансовом секторе к общей численности трудовых ресурсов.